# Natura 2000-område nr. 16 Løgstør Bredning, Vejlerne og Bulbjerg
Natura 2000-område nr. 16 Løgstør Bredning, Vejlerne og Bulbjerg er en naturplan under det fælleseuropæiske Natura 2000-projekt. Planområdet rummer både EU-habitatområde, 5 Fuglebeskyttelsesområder (nr. 8, 12, 13, 19, 20) og et ramsarområde (nr.6) og har et samlet areal på alt 44.786 hektar, hvoraf 34.360 ha er fjord og 7.679 ha er land. 8.664 ha af landarealet er omfattet af naturbeskyttelseslovens § 3 med bl.a. 105 km vandløb, 803 ha hede, 613 ha eng, 1.653 ha mose, 2.655 ha strandeng, 174 ha overdrev
og 2.760 sø.
I Natura 2000-området ligger flere fredede områder: De Vestlige Vejler med Østerild Fjord, Arup Vejle og Tømmerby Fjord som samlet er på cirka 2300 hektar blev fredet i 1958 . Områder i De østlige Vejler, med Bygholm og Selbjerg Vejler og Lund Fjord, frededes i 1958 og området blev i 1976 udvidet til cirka 3790 hektar ; Ved Lild Strand er der også fredede områder . Harkens Bakke, Troldsting og Bulbjerg er dele af en og samme store kalkknude, er fredet i 1955 og 1963 med et areal på 256 hektar i alt . På nordspidsen af Mors er 65 ha på Feggeklit i 1963. Også et område på 80 ha ved Frederik den VII's kanal ved Løgstør er fredet (i 1939 og 1958) . Dertil er der 6 vildtreservater: nr. 27 – Vejlerne, 32 – Aggersborggård, 41 – Livø Bredning, 44 – Lønnerup Fjord, 60 – Ejerslev Røn samt 78 – Løgstør.
En væsentlig del af området blev sikret, da et område på ca. 5.500 ha i 1993 blev opkøbt af Aage V. Jensens Fonde, og udgør nu naturreservatet Vejlerne .

## Området
Natura 2000-området består hovedsageligt af marine områder, men der er også salte- og ferske enge, rørskove, søer og vandløb. Vådområderne er omgivet af marker og stejle kystskrænter. På kystskrænterne er der mange kalk- såvel som sure overdrev og ved foden af skrænterne desuden væld og rig- og fattigkær. Ud mod Limfjorden findes strandenge. I områdets strandenge og kystlaguner lever en vigtig bestand af bilag IV-arten strandtudse. Overdrevene, rigkærene og strandengene er har en meget artsrig flora med flere sjældne plantearter, bl.a. dansk kambunke, dansk rundbælg (endemisk), klit-øjentrøst, kær-fnokurt, strand-hornskulpe, purpur-gøgeurt og kødfarvet gøgeurt. Området er et meget vigtig yngle- og rasteområde for fugle
Natura 2000-planen er vedtaget i 2011, hvorefter kommunalbestyrelserne og Naturstyrelsen skal udarbejde bindende handleplaner, som skal sikre gennemførelsen af planen. Natura 2000-planen er koordineret med vandplan 1.2 Limfjorden og Nordlige Kattegat, Skagerrak.

## Udpegningsgrundlag for Fuglebeskyttelsesområderne
(T) = trækfugl, (Y) = ynglefugl

### Fuglebeskyttelsesområde nr. F8
Kysten fra Aggersund til Bygholm Vejle
- Lysbuget knortegås (T)
- Kortnæbbet gås (T)
- Klyde (Y)
- Almindelig ryle (Y)
- Havterne (Y)

### Fuglebeskyttelsesområde nr. F12
Løgstør Bredning, Livø, Feggesund og Skarrehage
- Lysbuget knortegås(T)
- Kortnæbbet gås (T)
- Hvinand (T)
- Toppet skallesluger (T)
- Dværgterne (Y)

### Fuglebeskyttelsesområde nr. F13
Østlige Vejler
- Rørdrum (Y)
- Skestork (T)
- Sangsvane (T)
- Pibesvane (T)
- Sædgås (T)
- Kortnæbbet gås (T)
- Grågås (T)
- Pibeand (T)
- Krikand (T)
- Rørhøg (Y)
- Blå kærhøg (T)
- Vandrefalk (T)
- Trane (Y/T)
- Plettet rørvagtel (Y)
- Klyde (Y/T)
- Hjejle (T)
- Pomeransfugl (T)
- Almindelig ryle (Y)
- Brushane (Y)
- Dværgmåge (Y)
- Sortterne (Y)
- Fjordterne (Y)
- Havterne (Y)

### Fuglebeskyttelsesområde nr. F19
Lønnerup Fjord
- Sangsvane (T)
- Pibesvane (T)
- Kortnæbbet gås (T)
- Pomeransfugl (T)

### Fuglebeskyttelsesområde nr. F20
Vestlige Vejler, Arup Holm og Hovsør Røn
- Rørdrum (Y)
- Hvid stork (Y)
- skestork (T)
- Sangsvane (T)
- Pibesvane (T)
- Kortnæbbet gås (T)
- Grågås (T)
- Rørhøg (Y)
- Blå kærhøg (T)
- Vandrefalk (T)
- Engsnarre (Y)
- Plettet rørvagtel (Y)
- Hjejle (T)
- Almindelig ryle (Y)
- Brushane (Y)
- Sortterne (Y)
- Fjordterne (Y)
- Havterne (Y)[1][2]